# Сельское хозяйство Малайзии
Сельское хозяйство в Малайзии составляет 12% от национального ВВП. Около 16% населения страны занимается именно этой отраслью. 
Крупные плантации в Малайзии высадили британцы. Это поспособствовало развитию новых культур: пальмового масла, какао. Несмотря на то, что британцы имели в собственности большое количество плантаций, некоторые растения всё же выращиваются и для внутренних целей: кокосы, бананы, дурианы, ананасы, рис.

## Климат
Малайзия расположена в Юго-Восточной Азии, её климат позволяет выращивать различные тропические фрукты. Этот район очень редко подвергается воздействию ураганов или засухи. Из-за близкого расположения к экватору, уровень влажности в Малайзии — 90%. Погода остаётся жаркой и влажной круглый год.

## Министерство сельского хозяйства
Министерство сельского хозяйства, до 2004 года называвшееся Kementerian Pertanian & Industry Asas Tani Malaysia, контролирует частный с/х бизнес и даёт им возможность получать консультации специалистов в землепользовании, рыбной ловле и выращивании скота.

## Производство и потребление риса
Рис — важнейшая часть рациона жителей Малайзии. В 1998 года в стране вырастили более 1, 94 млн тонн риса. Несмотря на такой размах, Малайзия производит только восемьдесят процентов от требуемого количества, остальные двадцать она вынуждена импортировать из других стран. Среднестатистический гражданин Малайзии потребляет 82, 3 килограмм риса в год. Рост населения требует больше научных исследований и технического прогресса для увеличения потребления риса внутри страны.

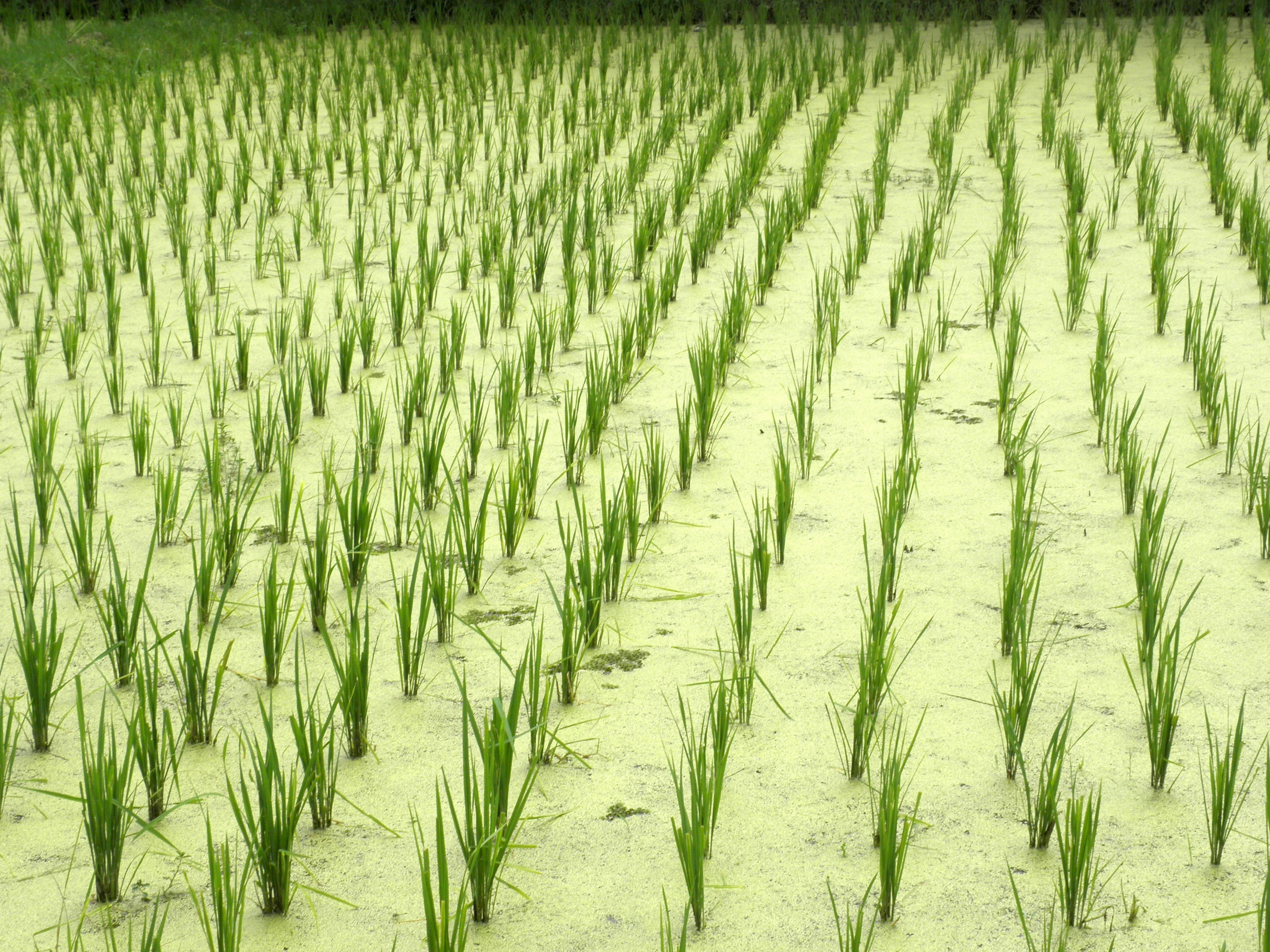
Рисовое поле в Малайзии

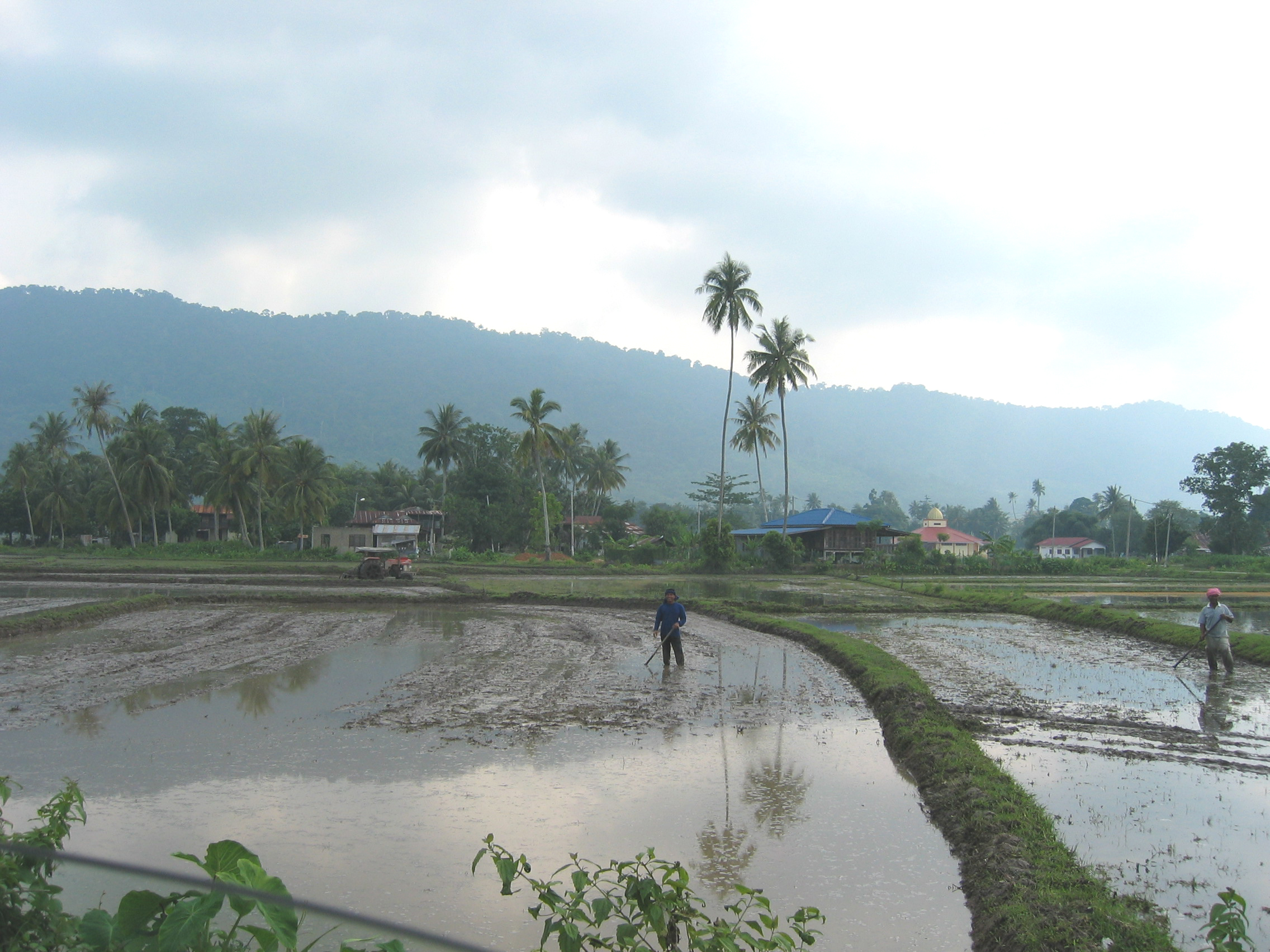
Langkawi Paddy Fields (рис)

| Год  | Население (x1000) | Потребление (тонны) |
| ---- | ----------------- | ------------------- |
| 2008 | 27958.95          | 2305391.38          |
| 2009 | 28614.30          | 2358864.89          |
| 2010 | 29281.54          | 2413398.24          |
| 2011 | 29961.00          | 2469006.04          |
| 2012 | 30653.04          | 2527705.82          |
| 2013 | 31358.01          | 2583517.73          |
| 2014 | 32076.27          | 2642464.27          |
| 2015 | 32808.21          | 2702570.04          |
| 2016 | 33554.21          | 2763861.61          |
| 2017 | 34314.67          | 2826367.32          |
| 2018 | 35090.01          | 2890117.22          |
| 2019 | 35880.64          | 2955142.90          |
| 2020 | 36687.01          | 3021477.51          |
| 2021 | 37509.55          | 3089155.60          |
| 2022 | 38348.73          | 3158213.17          |
| 2023 | 39205.02          | 3228687.59          |
| 2024 | 40078.90          | 3300617.58          |
| 2025 | 40970.88          | 3374043.22          |
| 2026 | 41881.47          | 3449005.93          |
| 2027 | 42811.20          | 3525548.50          |
| 2028 | 43760.61          | 3603715.06          |
| 2029 | 44730.26          | 3683551.13          |
| 2030 | 45720.72          | 3765103.62          |

## Статистика
Почти двенадцать процентов территории Малайзии — земли, предназначенные для сельского хозяйства. В стране работает приблизительно 43 000 различных сельскохозяйственных машин и тракторов. Площадь паханых земель в Малайзии — 7 605 000 га. Всего около пяти процентов этих земель фактически орошается. Это государство производит 535 000 тонн бананов в год.

## Натуральный каучук

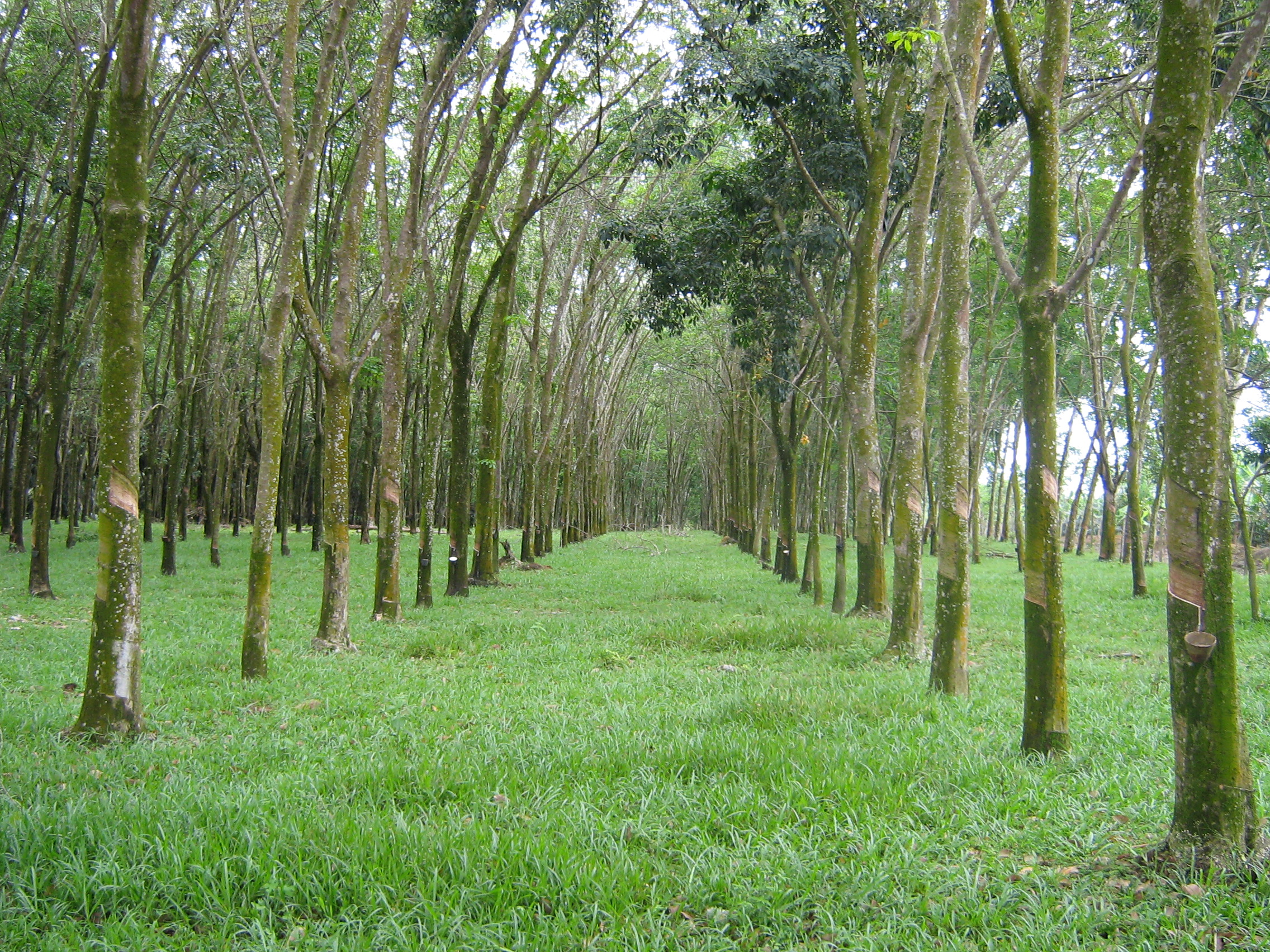
Натуральный каучук в Малайзии (ферма)

Малайзия является крупным производителем натурального каучука (1/3 мирового урожая). Тем не менее, производство натурального каучука всё больше сокращается из-за перехода государств на более прибыльный продукт — пальмовое масло. Малайзия также является экспортёром древесины, перца и табака. С 2001 года производство натурального каучука в стране растёт: в 2004 оно принесло восемь миллиардов долларов, а в 2007 году оно превысило десять миллиардов долларов. Рекорд был достигнут в 2008 году, в котором объём производства составлял 11 миллиардов долларов. Однако в 2009 году производство упало почти на шесть процентов. Малайзия заработала большую репутацию во всём мире именно из-за натурального каучука. Из резины в Малайзии делают медицинские перчатки, компоненты для автомобилей, ремни, шланги. Их также экспортируют в Китай, Японию, США и во многие европейские страны.

### Комментарии
1. ↑  Натуральный каучук или более известный как «натуральная резина» (англ. Natural rubber)